# Barletta Calcio Sport 1989-1990
Questa voce raccoglie le informazioni riguardanti il Barletta Calcio Sport nelle competizioni ufficiali della stagione 1989-1990.

## Stagione
Nella stagione 1989-1990 il Barletta Calcio Sport per la terza volta affronta il campionato di Serie B e ottiene ancora la salvezza. La stagione inizia ad agosto con il riconfermato allenatore Gesualdo Albanese, viene superato positivamente il primo turno di Coppa Italia eliminando il (1-0) il Verona, la Coppa Italia e ritornata ad eliminazione diretta nei primi due turni, nel secondo turno il Barletta cede pesantemente (4-0) ad Ascoli. In campionato la partenza non è delle migliori, dopo la sconfitta interna (0-2) con l'Avellino, ai primi di dicembre si cambia allenatore, viene scelto Mario Corso con l'ex ala sinistra dell'Inter di Helenio Herrera, si chiude il girone di andata a 14 punti al terz'ultimo posto. Nel girone di ritorno il Barletta ingrana la marcia giusta, raccoglie 20 punti, quanti bastano per ottenere la terza consecutiva salvezza. Con gli stessi punti dei biancorossi, ma con una classifica avulsa più compromessa, il Monza ed il Messina si giocano la salvezza in uno spareggio, vinto dai siciliani. Con il Monza retrocedono in Serie C1 il Licata, il Como ed il Catanzaro.

## Divise e sponsor
Lo sponsor tecnico per la stagione 1989-1990 è ABM mentre lo sponsor ufficiale è Olivoro Ribatti.

## Organigramma societario
Area direttiva
- Presidente: Franco Di Cosola
- Vice Presidente: Filippo Pistillo

Area organizzativa
- Segretario generale: Piero Doronzo
- Segretario: Nico Italia
- Addetto alla sede: Savino Napoletano

Area tecnica
- Direttore sportivo: Domenico Gambetti
- Allenatore: Gesualdo Albanese (fino al 9/12/1989), Mario Corso (dal 10/12/1989)
- Preparatore atletico: Giancesare Discepoli

Area sanitaria
- Medico sociale: Vito Lattanzio
- Massaggiatore: Sebastiano Lavecchia

## Rosa
| N. |                   | Ruolo | Calciatore              |
| -- | ----------------- | ----- | ----------------------- |
|    | Italia (bandiera) | P     | Giuseppe Borgia         |
|    | Italia (bandiera) | P     | Mariano Coccia          |
|    | Italia (bandiera) | P     | Nicola Dibitonto        |
|    | Italia (bandiera) | P     | Vincenzo Marinacci      |
|    | Italia (bandiera) | D     | Massimiliano Castenetto |
|    | Italia (bandiera) | D     | Giuseppe Colombo        |
|    | Italia (bandiera) | D     | Gino Cossaro            |
|    | Italia (bandiera) | D     | Franco Gabrieli         |
|    | Italia (bandiera) | D     | Sergio Lancini          |
|    | Italia (bandiera) | D     | Luca Marcato            |
|    | Italia (bandiera) | D     | Nicola Montenegro       |
|    | Italia (bandiera) | D     | Raul Ragnacci           |
|    | Italia (bandiera) | D     | Marco Saltarelli        |
|    | Italia (bandiera) | D     | Ivan Todone             |
|    | Italia (bandiera) | C     | Giuseppe Angelini       |
|    | Italia (bandiera) | C     | Davide Bolognesi        |
|    | Italia (bandiera) | C     | Felice Centofanti       |

| N. |                   | Ruolo | Calciatore            |
| -- | ----------------- | ----- | --------------------- |
|    | Italia (bandiera) | C     | Fabrizio Fioretti     |
|    | Italia (bandiera) | C     | Vincenzo Lanotte      |
|    | Italia (bandiera) | C     | Maurizio Laureri      |
|    | Italia (bandiera) | C     | Luigi Liguori         |
|    | Italia (bandiera) | C     | Mauro Nardini         |
|    | Italia (bandiera) | C     | Alessandro Pane       |
|    | Italia (bandiera) | C     | Francesco Pedone      |
|    | Italia (bandiera) | C     | Ferdinando Signorelli |
|    | Italia (bandiera) | C     | Elio Signorelli       |
|    | Italia (bandiera) | C     | Stefano Strappa       |
|    | Italia (bandiera) | C     | Donato Terrevoli      |
|    | Italia (bandiera) | A     | Cosimo Francioso      |
|    | Italia (bandiera) | A     | Ezio Panero           |
|    | Italia (bandiera) | A     | Egidio Pirozzi        |
|    | Italia (bandiera) | A     | Riccardo Petrucci     |
|    | Italia (bandiera) | A     | Francesco Vincenzi    |

## Risultati

### Serie B

#### Girone di andata
| Arbitro: | Merlino (Torre del Greco) |

|                        |           |              |
| Rizzolo 11’ Pagano 31’ | Marcatori | 69’ Fioretti |

| Arbitro: | Cardona (Milano) |

|                   |           |  |
| F. Signorelli 44’ | Marcatori |  |

| Arbitro: | Fucci (Salerno) |

|                                        |           |              |
| De Martino 6’ Bonometti 82’ Ciocci 90’ | Marcatori | 51’ Fioretti |

| Arbitro: | Cinciripini (Ascoli Piceno) |

|                   |           |                |
| E. Signorelli 14’ | Marcatori | 40’ Castagnini |

| Arbitro: | Guidi (Bologna) |

|                   |           |  |
| F. Signorelli 22’ | Marcatori |  |

| Arbitro: | Bruni (Arezzo) |

|                              |           |  |
| Müller 51’ Policano 56’, 66’ | Marcatori |  |

| Arbitro: | Monni (Sassari) |

|               |           |             |
| Bolognesi 71’ | Marcatori | 8’ Cascione |

| Arbitro: | Cinciripini (Ascoli Piceno) |

|              |           |  |
| A. Melli 24’ | Marcatori |  |

| Barletta 22 ottobre 1989, ore 14:30 CET 9ª giornata | Barletta        | 0 – 0 | Triestina | Stadio Comunale\| Arbitro: \| Fucci (Salerno) \| |
| Arbitro:                                            | Fucci (Salerno) |       |           |                                                  |

| Arbitro: | Cafaro (Grosseto) |

|                                   |           |                      |
| Bernardini 65’ (rig.) Paolino 68’ | Marcatori | 77’ (aut.) Valentini |

| Arbitro: | Bailo (Novi Ligure) |

|                     |           |  |
| Vincenzi 65’ (rig.) | Marcatori |  |

| Arbitro: | Arcangeli (Terni) |

|                                                  |           |  |
| Campanella 19’ Minuti 52’ Taormina 66’ Sorce 87’ | Marcatori |  |

| Arbitro: | Ceccarini (Livorno) |

|  |           |                    |
|  | Marcatori | 85’ (rig.) Silenzi |

| Messina 26 novembre 1989, ore 14:30 CET 14ª giornata | Messina       | 0 – 0 | Barletta | Stadio Giovanni Celeste (4.000 circa spett.)\| Arbitro: \| Rosica (Roma) \| |
| Arbitro:                                             | Rosica (Roma) |       |          |                                                                             |

| Arbitro: | Bruni (Arezzo) |

|  |           |                  |
|  | Marcatori | 6’, 18’ Sorbello |

| Pisa 10 dicembre 1989, ore 14:30 CET 16ª giornata | Pisa            | 0 – 0 | Barletta | Stadio Arena Garibaldi (9.000 circa spett.)\| Arbitro: \| Fucci (Salerno) \| |
| Arbitro:                                          | Fucci (Salerno) |       |          |                                                                              |

| Arbitro: | Quartuccio (Torre Annunziata) |

|              |           |  |
| Vincenzi 47’ | Marcatori |  |

| Arbitro: | Merlino (Torre del Greco) |

|                                           |           |  |
| M. Rossi 53’ Corini 82’, 89’ Paolucci 85’ | Marcatori |  |

| Brindisi 7 gennaio 1990, ore 14:30 CET 19ª giornata | Barletta     | 0 – 0 | Catanzaro | Stadio Franco Fanuzzi (2.000 spett.)\| Arbitro: \| Iori (Parma) \| |
| Arbitro:                                            | Iori (Parma) |       |           |                                                                    |

#### Girone di ritorno
| Arbitro: | Monni (Sassari) |

|              |           |  |
| Vincenzi 67’ | Marcatori |  |

| Arbitro: | Piana (Modena) |

|          |           |  |
| Pasa 68’ | Marcatori |  |

| Arbitro: | Bizzarri (Ferrara) |

|             |           |              |
| Marcato 45’ | Marcatori | 50’ Chiodini |

| Arbitro: | Quartuccio (Torre Annunziata) |

|              |           |  |
| Padovano 14’ | Marcatori |  |

| Arbitro: | Trentalange (Torino) |

|         |           |              |
| List 8’ | Marcatori | 25’ Vincenzi |

| Arbitro: | Stafoggia (Pesaro) |

|             |           |  |
| Lancini 21’ | Marcatori |  |

| Reggio Calabria 4 marzo 1990, ore 15:00 CET 26ª giornata | Reggina             | 0 – 0 | Barletta | Stadio Comunale (13.000 spett.)\| Arbitro: \| Bailo (Novi Ligure) \| |
| Arbitro:                                                 | Bailo (Novi Ligure) |       |          |                                                                      |

| Arbitro: | Quartuccio (Torre Annunziata) |

|              |           |  |
| Vincenzi 32’ | Marcatori |  |

| Arbitro: | Cinciripini (Ascoli Piceno) |

|                            |           |                        |
| Catalano 19’ Trombetta 75’ | Marcatori | 27’ Pedone 64’ Pirozzi |

| Barletta 25 marzo 1990, ore 15:30 CEST 29ª giornata | Barletta       | 0 – 0 | Cagliari | Stadio Comunale (7.000 spett.)\| Arbitro: \| Luci (Firenze) \| |
| Arbitro:                                            | Luci (Firenze) |       |          |                                                                |

| Arbitro: | Scaramuzza (Mestre) |

|                             |           |  |
| Lorenzini 58’ Ferazzoli 83’ | Marcatori |  |

| Barletta 14 aprile 1990, ore 15:30 CEST 31ª giornata | Barletta            | 0 – 0 | Licata | Stadio Comunale (6.000 spett.)\| Arbitro: \| Coppetelli (Tivoli) \| |
| Arbitro:                                             | Coppetelli (Tivoli) |       |        |                                                                     |

| Arbitro: | Boemo (Cervignano del Friuli) |

|                    |           |                     |
| Marcato 54’ (aut.) | Marcatori | 32’ (aut.) Facciolo |

| Arbitro: | Felicani (Bologna) |

|                                    |           |  |
| Vincenzi 9’ E. Signorelli 74’, 83’ | Marcatori |  |

| Arbitro: | Cornieti (Forlì) |

|  |           |                     |
|  | Marcatori | 68’ (rig.) Vincenzi |

| Arbitro: | Stafoggia (Pesaro) |

|             |           |            |
| Lancini 16’ | Marcatori | 22’ Cuoghi |

| Arbitro: | F. Baldas (Trieste) |

|                               |           |                   |
| Serioli 8’ Pirozzi 61’ (aut.) | Marcatori | 41’ E. Signorelli |

| Arbitro: | Coppetelli (Tivoli) |

|                   |           |            |
| F. Signorelli 75’ | Marcatori | 24’ Valoti |

| Catanzaro 20 maggio 1990, ore 16:30 CEST 38ª giornata | Catanzaro       | 0 – 0 | Barletta | Stadio Nicola Ceravolo\| Arbitro: \| Guidi (Bologna) \| |
| Arbitro:                                              | Guidi (Bologna) |       |          |                                                         |

### Coppa Italia
| Arbitro: | Frigerio (Milano) |

|               |           |  |
| Francioso 62’ | Marcatori |  |

| Arbitro: | Beschin (Legnago) |

|                                                       |           |  |
| Aloisi 45’ Cavaliere 50’ Arslanović 77’ Cvetković 80’ | Marcatori |  |

## Statistiche

### Statistiche di squadra
| Competizione | Punti | In casa | In casa | In casa | In casa | In casa | In casa | In trasferta | In trasferta | In trasferta | In trasferta | In trasferta | In trasferta | Totale | Totale | Totale | Totale | Totale | Totale | DR  |
| Competizione | Punti | G       | V       | N       | P       | Gf      | Gs      | G            | V            | N            | P            | Gf           | Gs           | G      | V      | N      | P      | Gf     | Gs     | DR  |
| ------------ | ----- | ------- | ------- | ------- | ------- | ------- | ------- | ------------ | ------------ | ------------ | ------------ | ------------ | ------------ | ------ | ------ | ------ | ------ | ------ | ------ | --- |
| Serie B      | 34    | 19      | 8       | 9       | 2       | 15      | 8       | 19           | 1            | 7            | 11           | 9            | 29           | 38     | 9      | 16     | 13     | 24     | 37     | -13 |
| Coppa Italia | -     | 1       | 1       | 0       | 0       | 1       | 0       | 1            | 0            | 0            | 1            | 0            | 4            | 2      | 1      | 0      | 1      | 1      | 4      | -3  |
| Totale       | -     | 20      | 9       | 9       | 2       | 16      | 8       | 20           | 1            | 7            | 12           | 9            | 33           | 40     | 10     | 16     | 14     | 25     | 41     | -16 |

### Statistiche dei giocatori
Tra parentesi le autoreti.
| Giocatore     | Serie B  | Serie B | Serie B     | Serie B    | Coppa Italia | Coppa Italia | Coppa Italia | Coppa Italia | Totale   | Totale | Totale      | Totale     |
| Giocatore     | Presenze | Reti    | Ammonizioni | Espulsioni | Presenze     | Reti         | Ammonizioni  | Espulsioni   | Presenze | Reti   | Ammonizioni | Espulsioni |
| ------------- | -------- | ------- | ----------- | ---------- | ------------ | ------------ | ------------ | ------------ | -------- | ------ | ----------- | ---------- |
| G. Angelini   | 22       | 0       | ?           | 0          | 0            | 0            | 0            | 0            | 22       | 0      | 0+          | 0          |
| D. Bolognesi  | 23       | 1       | ?           | 2          | 1            | 0            | ?            | ?            | 24       | 1      | ?           | 2+         |
| G. Borgia     | 0        | 0       | 0           | 0          | 0            | 0            | 0            | 0            | 0        | 0      | 0           | 0          |
| M. Castenetto | 0        | 0       | 0           | 0          | 0            | 0            | 0            | 0            | 0        | 0      | 0           | 0          |
| F. Centofanti | 7        | 0       | ?           | 0          | 1            | 0            | ?            | ?            | 8        | 0      | ?           | 0+         |
| M. Coccia     | 20       | - 21    | ?           | 0          | 1            | 0            | ?            | ?            | 21       | 0      | ?           | 0+         |
| G. Colombo    | 0        | 0       | 0           | 0          | 0            | 0            | 0            | 0            | 0        | 0      | 0           | 0          |
| G. Cossaro    | 5        | 0       | ?           | 0          | 2            | 0            | ?            | ?            | 7        | 0      | ?           | 0+         |
| N. Dibitonto  | 19       | - 16    | ?           | 0          | 1            | - 4          | ?            | ?            | 20       | 0      | ?           | 0+         |
| F. Fioretti   | 6        | 2       | ?           | 0          | 2            | 0            | ?            | ?            | 8        | 2      | ?           | 0+         |
| C. Francioso  | 6        | 0       | ?           | 0          | 2            | 1            | ?            | ?            | 8        | 1      | ?           | 0+         |
| F. Gabrieli   | 27       | 0       | ?           | 0          | 0            | 0            | 0            | 0            | 27       | 0      | 0+          | 0          |
| S. Lancini    | 28       | 2       | ?           | 2          | 0            | 0            | 0            | 0            | 28       | 2      | 0+          | 2          |
| V. Lanotte    | 0        | 0       | 0           | 0          | 0            | 0            | 0            | 0            | 0        | 0      | 0           | 0          |
| M. Laureri    | 29       | 0       | ?           | 0          | 0            | 0            | 0            | 0            | 29       | 0      | 0+          | 0          |
| L. Liguori    | 0        | 0       | 0           | 0          | 0            | 0            | 0            | 0            | 0        | 0      | 0           | 0          |
| L. Marcato    | 35       | 1 (1)   | ?           | 0          | 2            | 0            | ?            | ?            | 37       | 1 (1)  | ?           | 0+         |
| V. Marinacci  | 0        | 0       | 0           | 0          | 0            | 0            | 0            | 0            | 0        | 0      | 0           | 0          |
| N. Montenegro | 0        | 0       | 0           | 0          | 0            | 0            | 0            | 0            | 0        | 0      | 0           | 0          |
| M. Nardini    | 31       | 0       | ?           | 2          | 1            | 0            | ?            | ?            | 32       | 0      | ?           | 2+         |
| A. Pane       | 0        | 0       | 0           | 0          | 0            | 0            | 0            | 0            | 0        | 0      | 0           | 0          |
| E. Panero     | 20       | 0       | ?           | 0          | 0            | 0            | 0            | 0            | 20       | 0      | 0+          | 0          |
| F. Pedone     | 34       | 1       | ?           | 0          | 2            | 0            | 0            | 0            | 36       | 1      | 0+          | 0          |
| R. Petrucci   | 0        | 0       | 0           | 0          | 0            | 0            | 0            | 0            | 0        | 0      | 0           | 0          |
| E. Pirozzi    | 17       | 1 (1)   | ?           | 0          | 0            | 0            | 0            | 0            | 17       | 1 (1)  | 0+          | 0          |
| R. Ragnacci   | 13       | 0       | ?           | 0          | 0            | 0            | 0            | 0            | 13       | 0      | 0+          | 0          |
| M. Saltarelli | 30       | 0       | ?           | 0          | 2            | 0            | ?            | ?            | 32       | 0      | ?           | 0+         |
| E. Signorelli | 29       | 4       | ?           | 0          | 1            | 0            | ?            | ?            | 30       | 4      | ?           | 0+         |
| F. Signorelli | 24       | 3       | ?           | 1          | 2            | 0            | ?            | ?            | 26       | 3      | ?           | 1+         |
| S. Strappa    | 25       | 0       | ?           | 0          | 1            | 0            | ?            | ?            | 26       | 0      | ?           | 0+         |
| D. Terrevoli  | 9        | 0       | ?           | 0          | 1            | 0            | ?            | ?            | 10       | 0      | ?           | 0+         |
| I. Todone     | 0        | 0       | ?           | 0          | 2            | 0            | ?            | ?            | 2        | 0      | ?           | 0+         |
| F. Vincenzi   | 32       | 7       | ?           | 0          | 2            | 0            | ?            | ?            | 34       | 7      | ?           | 0+         |

## Giovanili

### Organigramma societario
Area tecnica
- Allenatore primavera: Marco Rossinelli

### Piazzamenti
- Primavera
  - Campionato: